# Quintin Dick
Quintin Dick (Dublino, 7 febbraio 1777 – Mayfair, 26 marzo 1858) è stato un politico irlandese.

## Famiglia
Nato a Dublino, Dick era il figlio maggiore del mercante e proprietario delle Indie Orientali Samuel Dick e di Charlotte nata Forster, figlia di Nicholas Forster. Si laureò al Trinity College di Dublino con una laurea nel 1797, prima di diventare avvocato di King's Inns , Dublino , nel 1800. Morì nella sua casa di Mayfair, Londra, nel 1858, celibe, lasciando una tenuta del valore di quasi £ 300.000.

## Carriera politica
Nel corso di 52 anni, Dick rappresentò sei circoscrizioni come membro del Parlamento, tra cui una per il Parlamento d'Irlanda. Era visto come "elegante e rigido, antiquato nell'abbigliamento come nella politica" e le sue cene "sontuosamente illuminate" a Mayfair, portarono al soprannome "Jolly Dick, the lamplighter" (letteralmente "allegro Dick, l'accenditore di lampioni"), commentato da Benjamin Disraeli come inadatto alla sua espressione abituale. Noto anche come "Carrotty Quintin" a causa della sua ricchezza, Dick era impopolare.

### Membro del parlamento di Dunleer
Dick entrò per la prima volta in politica come rappresentante di Dunleer nel Parlamento d'Irlanda nel marzo 1800, opponendosi immediatamente all'Atto di Unione del 1800. [ 6 ] Tuttavia , quando quell'atto fu approvato più tardi quell'anno, unificando i parlamenti di Irlanda e Gran Bretagna nel Parlamento del Regno Unito, Dunleer fu privato del diritto di voto e Dick rimase senza un seggio.

### Membro del parlamento di West Looe
Tuttavia, dopo aver ereditato la ricchezza di suo padre nel 1802, Dick entrò nel Parlamento del Regno Unito nel 1803 come membro indipendente per West Loee in Cornovaglia tramite acquisto. [ 7 ] Entrando nella Camera dei Comuni nel 1804. Entro un mese dall'ingresso nella Camera, sollevò obiezioni al dibattito sullo scambio e la valuta irlandese, sostenendo che ciò avrebbe diminuito la fiducia del pubblico nella Banca d'Irlanda . Più tardi quell'anno, espresse anche alcune obiezioni al disegno di legge sulla forza aggiuntiva di William Pitt il Giovane , votando contro a giugno, il che lo portò a essere elencato come un Foxite e Grenvillite dagli amici di Pitt a settembre. Tuttavia, nell'aprile 1805, votò con la minoranza del governo contro la censura di Lord Melville , e fu poi elencato a luglio come un Pittite . Quindi mantenne il seggio fino alle elezioni generali del 1806, quando non cercò la rielezione.

### Membro del parlamento di Cashel
Inizialmente offrendo £ 5.000 per Tralee - un pagamento bloccato dal visconte Castlereagh per la sua precedente mancanza di supporto per l'amministrazione - Dick tornò al parlamento nel 1807, diventando un parlamentare Tory per il borgo irlandese di Cashel attraverso un acquisto da Henry Wellesley . Tuttavia, anche questa parte della sua carriera fu di breve durata poiché si dimise nel 1809 quando non volle votare con l'amministrazione per bloccare un'indagine sul presunto abuso di patronato militare del principe Federico, duca di York e Albany.
Sebbene considerasse le sue dimissioni una questione d'onore, si lamentò di non aver ricevuto alcun rimborso per aver lasciato il seggio, il che portò i radicali , in particolare William Madocks , a chiedere un'inchiesta sull'abuso di potere governativo. Presentata l'11 maggio 1809, la mozione fu respinta con un voto di 310 contrari e 85 favorevoli. Arthur Wellesley , il capo segretario per l'Irlanda , rispose il giorno dopo, descrivendo il fallimento come "piuttosto un freno al giacobinismo ". Dick scrisse a Madocks, così come al suo parente John Foster , assicurando loro che la presunta corruzione era "totalmente infondata" e che le accuse che Spencer Perceval aveva fatto pressione su Dick affinché si dimettesse erano sbagliate, e che invece lo aveva pressato a rimanere nella Camera.

### Elezioni del 1826
Dopo un lungo periodo fuori dal Parlamento, e dopo essere stato "buttato fuori dal suo calesse e quasi ucciso" nell'agosto del 1820, Dick cercò di essere eletto come Tory professando l'indipendenza a Maldon nel 1826. Inizialmente assicurandosi il sostegno del parlamentare radicale di Colchester Daniel Whittle Harvey , sulla base del fatto che la sua politica sarebbe stata congeniale, Dick si schierò con un programma anti-cattolico. Tuttavia, alla nomina arrivò terzo, dietro ai suoi colleghi candidati Thomas Barrett-Lennard e George Allanson-Winn , e poi arrivò terzo e ultimo alle elezioni finali, sconfitto di misura per 53 voti.
Il sondaggio vide Dick e i suoi colleghi candidati accumulare bollette considerevoli, con più di £ 50.000 stimate spese per trasporti, cure e biglietti d'ingresso. Dick stesso spese £ 4.000 per conti della taverna. L'agente elettorale di Barrett-Lennard, che aveva ammesso che la campagna dei Whigs era stata "cattiva", disse anche che la "borsa del signor Dick" avrebbe portato al seggio rappresentato solo da coloro "che possono permettersi di contestare il posto".

### Deputato di Orford
Gli furono nuovamente rivolte accuse di essere "semplicemente un fanatico della ricchezza" per i Tories, e più tardi quell'anno pagò altre 4.000 sterline per diventare deputato per Orford in un'elezione suppletiva nel 1826 , indetta quando "il suo amico" Horace Seymour scelse di candidarsi per Bodmin , per la quale era stato eletto anche alle elezioni generali. 
In questo seggio, Dick si oppose all'emancipazione cattolica fino a quando Lord Hertford disse ai suoi membri di votare a favore nel 1829.

### Deputato di Maldon
Alle elezioni generali del 1830 , Dick lasciò Orford per cercare con successo l'elezione, senza opposizione, come Tory a Maldon, accanto al Whig Thomas Barrett-Lennard.
I due membri erano da entrambe le parti del dibattito sul Reform Bill del ministero Grey , con Barrett-Lennard a sostegno e Dick contrario, che avrebbe ridotto Maldon a un seggio. Durante un dibattito sulla mozione alla Camera dei Comuni, Dick avanzò argomentazioni contro la parziale privazione del diritto di voto della circoscrizione, e a un certo punto fu suggerito che avrebbe potuto essere unito a Heybridge per creare una circoscrizione valida con due membri, ma ciò fu ritenuto irrealizzabile a causa dell'elevato costo delle elezioni del 1826. Tuttavia, il Parliament Boundaries Act del 1832 aggiunse Heybridge al vecchio distretto e il seggio mantenne i suoi due parlamentari.
Mentre il Reform Act era stato progettato per ridurre la corruzione e rimuovere i distretti corrotti , a Maldon aumentò la corruzione creando un "elettorato residente gestibile e venale", portando ogni elezione al 1832 e il Reform Act del 1867 ad essere contestato tramite una petizione elettorale. Nonostante ciò, diventando un conservatore nel 1834 e un "periferico" Young Englander negli anni '40 dell'Ottocento, Dick mantenne il seggio fino alle elezioni generali del 1847 , quando fu sconfitto. Dick cercò quindi di nuovo le elezioni nel 1852 come conservatore indipendente, e nel 1854 come Peelite.

### Membro del parlamento di Aylesbury
Tuttavia, il record protezionistico di Dick e il denaro gli permisero di ottenere il seggio di Aylesbury come conservatore in un'elezione suppletiva nel 1848 , causata dall'elezione di John Peter Deering dichiarata nulla a causa del trattamento. Mantenne il seggio fino al 1852.

## Militare
Dick prestò servizio anche nell'esercito, diventando capitano della milizia del West Essex nel 1839 e tenente colonnello dal 1846 al 1852.
| Controllo di autorità | VIAF (EN) 60953820 · LCCN (EN) n2005059386 |